# Gary Moore
Robert William Gary Moore (Belfast, 4. travnja 1952. – Estepona, 6. veljače 2011.) bio je sjevernoirski glazbenik, pjevač, gitarist i tekstopisac.
Kasnih šezdesetih i početkom sedamdesetih godina 20. stoljeća bio je članom sastava Skid Row (u kojem je i započeo karijeru) te Thin Lizzy i Colosseum II. 
Iako je prvi samostalni album Grinding Stone snimio 1973., odlaskom iz sastava Thin Lizzy (1978.) zapravo počinje njegova samostalna karijera. 
Pravi uspjeh (kako glazbeni, tako i komercijalni) postiže albumom Still Got the Blues na kojem su sudjelovali B. B. King, Albert King te Albert Collins. Album je označio odmak od rocka prema bluesu, što je bilo znakovito i na albumima izdanima nakon ovoga.
Tijekom karijere surađivao je i s mnogim poznatim glazbenicima: Georgeom Harrisonom, Beach Boysima, Ozzyjem Osbourneom, B. B. Kingom, Albertom Kingom, Gregom Lakeom i drugima.
Umro je od srčanog udara u 58. godini u Esteponi (Španjolska).

## Studijski albumi
- Grinding Stone (1973.)
- Back on the Streets (1978.)
- G-Force (1980.)
- Corridors of Power (1982.)
- Dirty Fingers (1984.)
- Victims of the Future (1984.)
- Run for Cover (1985.)
- Wild Frontier (1987.)
- After the War (1989.)
- Still Got the Blues (1990.)
- After Hours (1992.)
- Blues for Greeny (1995.)
- Dark Days in Paradise (1997.)
- A Different Beat (1999.)
- Back to the Blues (2001.)
- Scars (2002.)
- Power of the Blues (2004.)
- Old New Ballads Blues (2006.)
- Close As You Get (2007.)
- Bad for You Baby (2008.)

## Vanjske poveznice
- Službena stranica